# Canon EF-S 10-22mm
Le Canon EF-S 10-22mm f/3.5-4.5 USM est un zoom ultra grand angle produit par Canon, utilisable sur les reflex EOS à monture EF-S.
Son angle de champ équivalent en 35 mm est de 16-35 mm. L'objectif est à mise au point interne, contient 13 éléments avec une lentille à Super Ultra-Low Dispersion et trois lentilles asphériques.

## Accueil

### Qualités
Le 10-22 est considéré comme ayant de bonnes qualités de construction et d'image (piquée et avec peu de distorsion). Sa conception optique est similaire à celle de la série L de Canon.
- C'est un objectif extrêmement net, pour chacune des trois focales testées[3]

- Il y a une distorsion en tonneau modérée à 10 mm, elle devient négligeable à 15 mm, et une petite distorsion en coussin à 22 mm. Dans l'ensemble, ce sont des performances exemplaires pour ce test[3]

- Cet objectif est petit, léger et bien construit. Certains objectifs non L de Canon peuvent paraitre un peu en toc, mais pas celui-ci. ...il n'y a pas grand-chose à en redire[3].

- Le Canon 10-22 mm a bien moins de distorsions que les autres zooms que j'ai testés.[4]

### Critiques
Son coût est son principal reproche : le 10-22 est aussi cher que certains objectifs de série L, mais n'est utilisable que sur des reflex EF-S. Ce peut paraitre gênant pour certains, en vue d'un investissement à long terme,, bien que d'autres n'estiment pas cela problématique.
Les aberrations chromatiques sont assez importantes à 10 mm, et du vignettage apparait à 10 mm et ouverture maximale, mais reste acceptable.

## Utilisation
L'ouverture optimale (pour le piqué et peu de vignettage) est entre f/5,6 et f/8, f/8 étant particulièrement recommandée à 22 mm,,. Il est important d'utiliser des filtres fins pour éviter le vignettage, et l'empilement de filtres est bien sûr à éviter.
Cet objectif peut être facilement modifié pour certains boitiers EF comme le 1D Mk III, en déclipsant la butée en plastique arrière. Cette modification permet même l'utilisation de l'objectif sur des pleins formats comme le Canon 5D, mais dans ce cas, à très grand angle, l'arrière de l'objectif entre en collision avec le miroir.

## Objectifs similaires
Chez Nikon, son premier équivalent est le 12-24 DX, plus ancien, plus cher, avec un angle de champ moins large, et avec plus de distorsion en barillet. Mais Nikon a sorti en 2009 son nouveau AF-S DX NIKKOR 10-24mm f/3.5-4.5G ED. Selon Photozone (site allemand dont les tests sont reconnus), le nouvel objectif Nikon, plus moderne, offre un meilleur rapport qualité/prix que le 12-24, tout en offrant une gamme de focales plus large, même si la distorsion à 10 mm est importante.
Existent aussi le Sigma 10-20 DC, le Tamron 10-24mm (et l'ancien 11-18mm), les Tokina 12-24 et 11-16mm f/2.8.
Enfin, Sigma a sorti en 2010 le Sigma 8-16 mm f4,5-5,6 DC HSM, proposant ainsi un zoom qui offre une focale record en matière de grand angle (l'équivalent « plein-format » 24x36 d'un 8 mm est en effet une focale de 12,8 mm sur les appareils réflex Canon, de 12 mm sur les Nikon, Pentax, ou Sony). Pour parvenir à un tel résultat, ce zoom Sigma fait appel à une formule optique de 15 éléments en 11 groupes, dont quatre éléments en verre FLD à faible dispersion, assimilable au verre faisant appel à la fluorine.